# Maddūr
Maddūr är en ort i Indien.   Den ligger i distriktet Mandya och delstaten Karnataka, i den södra delen av landet, 1 800 km söder om huvudstaden New Delhi. Maddūr ligger 647 meter över havet och antalet invånare är 28 141.
Terrängen runt Maddūr är platt. Runt Maddūr är det tätbefolkat, med 530 invånare per kvadratkilometer. Närmaste större samhälle är Mandya, 17,2 km väster om Maddūr. Omgivningarna runt Maddūr är en mosaik av jordbruksmark och naturlig växtlighet.